# 安田美香 (子役)
安田 美香（やすだ みか、1996年12月1日 - ）は滋賀県出身の子役。ぐるうぷ香住所属。身長151cm、血液型はA型。
フリーアナウンサーの安田美香と同姓同名だが、全くの別人。

## 出演

### テレビドラマ
- 大岡越前
- 京都金沢殺人事件シリーズ8 京都金沢雪女殺人事件
- 怪談百物語
- おみやさん
- 大奥
- 国盗物語
- 子連れ狼
- 科捜研の女
- 水戸黄門